# Gescher
Gescher é uma cidade da Alemanha, localizado no distrito de  Borken, região administrativa de Münster, estado da Renânia do Norte-Vestfália.